# Kromsporige mollisia
De kromsporige mollisia (Pseudopeziza caricina) is een schimmel behorend tot de familie Drepanopezizaceae. Hij komt voor op hoogveen. Hij leeft saprotroof op monocotylen (Calamagrostis, Juncus, Phalaris, Phragmites en Zea).

## Kenmerken
De apothecia hebben een diameter tot 1,5 µm. Ze zijn plat en grijsbruin van kleur. De rand is opgericht en iets donkerder. 
De asci zijn 8-sporig, cilindrisch-knotsvormig en meten 41-55 × 5-6 µm. De ascus heeft een J+ kleurreactie. De ascosporen zijn cillindrisch, recht of iets gebogen, serieel in de ascus gerangschikt en meten 4-6,5 × 1-1,5 µm. De parafysen zijn cillindrisch, gesepteerd, met een afgeronde top en ongeveer 2 µm breed.

## Verspreiding
De kromsporige mollisia komt voor in Europa. Hij is het meest vaak waargenomen in Groot-Brittannië. In Nederland komt de soort zeer zeldzaam voor.